# 佐田の海鴻嗣
佐田の海 鴻嗣（さだのうみ こうじ、1956年7月19日 - ）は、大阪府堺市中区出身（出生地は熊本県阿蘇郡一の宮町（現・同県阿蘇市一の宮町））で出羽海部屋に所属した元大相撲力士。本名は松村 宏司（まつむら こうじ）。最高位は東小結（1982年1月場所、1982年3月場所、1983年11月場所）。現役当時の体格は182cm、132kg。得意手は右四つ、寄り。
右差し、またはもろ差しからの速攻を得意とした、技能派力士であった。

## 来歴・人物
堺市立上野芝中学校卒業後に出羽海部屋へ入門し、1972年3月場所で初土俵。
厳しい師匠（元横綱・佐田の山）や鷲羽山、大錦などの個性溢れる兄弟子達に鍛えられて順調に番付を上げ、1978年3月場所で新十両昇進。そして、1980年11月場所で新入幕を果たした。
同場所では、初日からの9連勝の星を含め11勝4敗という好成績を収め、初の三賞（敢闘賞）を受賞。師匠の出羽海親方（元佐田の山）からの「引くな」との教えを忠実に守り、持ち前の二本差しての速攻と前捌きの上手さが開花した。1982年1月場所では東小結に初めて昇進し、8勝7敗と勝ち越した。この場所では、9日目に横綱・千代の富士に勝った一番が評価され、殊勲賞を受賞している。
この場所は東関脇の隆の里が場所後に大関昇進、西関脇の朝汐が6勝9敗と負け越し関脇の座が空いたため、本来なら翌場所関脇に昇進するはずだったが、実際には東関脇には西小結で10勝5敗の出羽の花、西関脇には西前頭2枚目で12勝3敗の若島津が入り、佐田の海は東小結に据え置かれた。このように、幕内上位や小結での勝ち越しが何度かありながら番付運に恵まれず、ついに関脇には昇進できなかった。
その後肘を故障してからは低迷し、肘の手術に踏み切ったものの回復せず、幕内最終場所となった1988年3月場所では15戦全敗を記録している。
その2場所後の同年7月場所中（14日目の取組直前）、現役に未練を残しつつも引退を表明。
以後は借株で年寄・二十山、中立、田子ノ浦を襲名し、出羽海部屋付きの親方として日本相撲協会に残っていたが、1999年8月に退職した。
現在は、大阪府東大阪市内でちゃんこ料理店「相撲茶屋 佐田の海」を経営している。2015年12月の情報によると、肘の手術を受けたので店は娘に任せているという。

## エピソード
- 仕切る姿が、兄弟子の鷲羽山に似ていた。
- 新入幕時、鷲羽山から「記者が沢山来るから、待っていろ」といわれたところ、同じ新入幕の北天佑に記者が集中。そのため、佐田の海は待ちぼうけを喰らった。このことが新入幕場所での奮起に繋がったと、後に語っている。以降、後に大関となる北天佑とは互角に戦った[4][3]。
- 序ノ口から引退の直前まで休場はなく、通算連続出場1,124回の記録を残している。
- 中学時代は軟式野球の部員であった。1980年頃に力士会行事として横浜スタジアムで行われた野球大会でも、飛距離の出ない軟球が使用されていたにもかかわらずレフトスタンドへのホームランを放ったことがある。当時これには周囲が「すごい。プロ選手だって軟式ではスタンド入りは難しいのに」と大騒ぎになったと伝わっている[5]。
- 現役時代、同級生や両親には応援に来ないように言っていたため、会場での同級生や両親の応援はほとんどなかった[6]。
- 現役時代、カラオケの持ち歌は石原裕次郎の「ブランデーグラス」であった。逆に演歌はからっきしであった[6]。

### 床安との仲
- 出羽海部屋所属の特等床山・床安とは年が近いこともあって仲が良かった。佐田の海は関取になってからも床安にしか頭を触らせないなど床安との信頼関係が厚く、結婚する前は毎日のように交流を持っていたという[7]。
  - その床安曰く現役時代は「女にモテて、酒に強く、ええかっこしい。相撲取りらしい相撲取り」だったそうであり、佐田の海は床安に財布を預けることが常だったという[8]。

ある日佐田の海は「俺の頭をやっている床山がみっともない格好をしていたらあかんだろ」と、ジャケットを贈ったことがあり、気配りができて義理に熱い人柄でもあったと床安は語っている。

## 家族
長男の松村要（佐田の海貴士、以下息子）も中学校卒業後に父と同じ力士の道を選んだ。境川部屋に所属し、2010年7月場所に新十両に昇格。2014年5月場所には新入幕を果たし、同場所で「父子2代の新入幕三賞受賞」が話題となった。息子の髪結いを担当するのはかつて自身の髪結いも担当した床安（前述）。息子と床安は所属部屋を異にするが、境川が床安へ依頼の電話を直接したことで床安は息子の髪結いを担当するようになった。同じ床山が髷を結っていた親子幕内力士の例は過去に元大関・貴ノ花、元横綱・貴乃花、同・3代目若乃花の例がある程度で極めて珍しい。

## 主な戦績
- 通算成績：544勝580敗7休 勝率.484
- 幕内成績：304勝371敗 勝率.450
- 現役在位：98場所
- 幕内在位：45場所
- 三役在位：4場所（小結4場所）
- 連続出場：1124回（序ノ口以来、1972年5月場所-1988年7月場所（6日目））
- 三賞：4回
  - 殊勲賞：1回（1982年1月場所）
  - 敢闘賞：2回（1980年11月場所、1985年3月場所）
  - 技能賞：1回（1981年11月場所）
- 各段優勝
  - 幕下優勝：1回（1979年7月場所）
  - 序ノ口優勝：1回（1972年5月場所）

### 場所別成績
| | 一月場所 初場所（東京） | 三月場所 春場所（大阪） | 五月場所 夏場所（東京） | 七月場所 名古屋場所（愛知） | 九月場所 秋場所（東京） | 十一月場所 九州場所（福岡） |
| --- | ----------------------- | ----------------------- | ----------------------- | --------------------------- | ----------------------- | --------------------------- |
| 1972年 （昭和47年） | x                       | （前相撲）              | 西序ノ口6枚目 優勝 6–1  | 西序二段29枚目 2–5          | 東序二段48枚目 5–2      | 西序二段14枚目 2–5          |
| 1973年 （昭和48年） | 東序二段37枚目 6–1      | 東三段目64枚目 4–3      | 西三段目53枚目 1–6      | 東序二段2枚目 4–3           | 西三段目65枚目 5–2      | 西三段目38枚目 5–2          |
| 1974年 （昭和49年） | 東三段目10枚目 2–5      | 東三段目26枚目 3–4      | 西三段目39枚目 6–1      | 西三段目3枚目 5–2           | 西幕下37枚目 2–5        | 東幕下53枚目 4–3            |
| 1975年 （昭和50年） | 西幕下43枚目 3–4        | 東幕下52枚目 3–4        | 東三段目3枚目 5–2       | 西幕下43枚目 5–2            | 西幕下25枚目 2–5        | 東幕下41枚目 4–3            |
| 1976年 （昭和51年） | 西幕下34枚目 6–1        | 東幕下16枚目 4–3        | 東幕下11枚目 2–5        | 東幕下26枚目 5–2            | 西幕下14枚目 4–3        | 西幕下8枚目 5–2             |
| 1977年 （昭和52年） | 西幕下4枚目 3–4         | 西幕下8枚目 2–5         | 東幕下24枚目 3–4        | 東幕下31枚目 6–1            | 東幕下11枚目 4–3        | 東幕下7枚目 5–2             |
| 1978年 （昭和53年） | 西幕下3枚目 5–2         | 西十両10枚目 3–12       | 東幕下8枚目 5–2         | 東幕下2枚目 5–2             | 西十両13枚目 2–13       | 西幕下15枚目 4–3            |
| 1979年 （昭和54年） | 東幕下11枚目 4–3        | 西幕下6枚目 4–3         | 西幕下3枚目 3–4         | 西幕下7枚目 優勝 7–0        | 西十両8枚目 8–7         | 東十両7枚目 8–7             |
| 1980年 （昭和55年） | 西十両4枚目 6–9         | 西十両9枚目 8–7         | 東十両8枚目 7–8         | 東十両10枚目 9–6            | 西十両4枚目 11–4        | 西前頭12枚目 11–4 敢        |
| 1981年 （昭和56年） | 東前頭2枚目 4–11        | 東前頭10枚目 8–7        | 西前頭7枚目 9–6         | 東前頭2枚目 4–11            | 東前頭8枚目 9–6         | 東前頭4枚目 10–5 技         |
| 1982年 （昭和57年） | 東小結 8–7 殊           | 東小結 4–11             | 東前頭4枚目 5–10        | 西前頭11枚目 6–9            | 東前頭14枚目 9–6        | 西前頭6枚目 8–7             |
| 1983年 （昭和58年） | 西前頭2枚目 6–9         | 東前頭5枚目 5–10        | 西前頭9枚目 8–7         | 西前頭3枚目 6–9             | 西前頭6枚目 9–6         | 東小結 5–10                 |
| 1984年 （昭和59年） | 西前頭5枚目 9–6         | 西小結 7–8              | 西前頭筆頭 4–11         | 西前頭10枚目 10–5           | 東前頭3枚目 5–10        | 西前頭8枚目 9–6             |
| 1985年 （昭和60年） | 西前頭2枚目 3–12        | 東前頭13枚目 10–5 敢    | 西前頭4枚目 5–10        | 西前頭11枚目 9–6            | 東前頭3枚目 6–9         | 西前頭7枚目 9–6             |
| 1986年 （昭和61年） | 西前頭筆頭 5–10         | 西前頭6枚目 7–8         | 東前頭8枚目 8–7         | 西前頭4枚目 6–9             | 西前頭9枚目 8–7         | 西前頭3枚目 3–12            |
| 1987年 （昭和62年） | 西前頭12枚目 8–7        | 西前頭8枚目 8–7         | 東前頭4枚目 4–11        | 東前頭11枚目 9–6            | 西前頭3枚目 3–12        | 東前頭11枚目 8–7            |
| 1988年 （昭和63年） | 東前頭9枚目 7–8         | 西前頭10枚目 0–15       | 西十両6枚目 6–9         | 西十両11枚目 引退 2–4–7     | x                       | x                           |
| 各欄の数字は、「勝ち-負け-休場」を示す。 優勝 引退 休場 十両 幕下 三賞：敢=敢闘賞、殊=殊勲賞、技=技能賞 その他：★=金星 番付階級：幕内 - 十両 - 幕下 - 三段目 - 序二段 - 序ノ口 幕内序列：横綱 - 大関 - 関脇 - 小結 - 前頭（「#数字」は各位内の序列） |                         |                         |                         |                             |                         |                             |

### 幕内対戦成績
| 力士名  | 勝数 | 負数 | 力士名     | 勝数 | 負数 | 力士名   | 勝数 | 負数 | 力士名   | 勝数  | 負数 |
| ------- | ---- | ---- | ---------- | ---- | ---- | -------- | ---- | ---- | -------- | ----- | ---- |
| 青葉城  | 4    | 4    | 青葉山     | 2    | 2    | 安芸ノ島 | 0    | 1    | 朝潮     | 3     | 17   |
| 旭富士  | 4    | 5    | 天ノ山     | 3    | 7    | 荒勢     | 3    | 1    | 板井     | 9(1)  | 5    |
| 岩波    | 1    | 1    | 恵那櫻     | 0    | 2    | 王湖     | 1    | 0    | 大潮     | 2     | 7    |
| 巨砲    | 11   | 13   | 大乃国     | 3    | 8    | 大乃花   | 0    | 1    | 大豊     | 7     | 3    |
| 魁輝    | 12   | 5    | 北尾       | 2    | 3    | 北の湖   | 0    | 10   | 騏乃嵐   | 1     | 3    |
| 霧島    | 2    | 8    | 起利錦     | 2    | 5    | 麒麟児   | 11   | 13   | 蔵間     | 10    | 11   |
| 黒瀬川  | 5    | 0    | 黒姫山     | 3    | 2    | 高望山   | 8    | 6    | 港龍     | 1     | 2    |
| 琴ヶ梅  | 4    | 4    | 琴風       | 3    | 9    | 琴千歳   | 1    | 0    | 小錦     | 3     | 2    |
| 斉須    | 5    | 2    | 蔵玉錦     | 2    | 2    | 逆鉾     | 1    | 8    | 薩洲洋   | 3     | 4    |
| 嗣子鵬  | 6    | 1    | 陣岳       | 9    | 7    | 神幸     | 0    | 1    | 太寿山   | 13(1) | 11   |
| 大徹    | 8    | 6    | 隆の里     | 1    | 13   | 孝乃富士 | 5    | 1    | 隆三杉   | 2     | 3    |
| 高見山  | 4    | 4    | 多賀竜     | 10   | 8    | 玉ノ富士 | 0    | 1    | 玉龍     | 6     | 4    |
| 竹葉山  | 1    | 1    | 千代の富士 | 1    | 19   | 寺尾     | 5    | 9    | 闘竜     | 6     | 10   |
| 栃赤城  | 4    | 3    | 栃司       | 1    | 4    | 栃剣     | 8    | 9    | 栃乃和歌 | 2     | 3    |
| 栃光    | 9    | 3    | 栃纒       | 2    | 0    | 白竜山   | 1    | 0    | 蜂矢     | 1     | 0    |
| 花乃湖  | 2    | 5    | 花ノ国     | 0    | 1    | 播竜山   | 0    | 2    | 飛騨乃花 | 5     | 1    |
| 富士櫻  | 7    | 3    | 藤ノ川     | 3    | 4    | 富士乃真 | 3    | 1    | 鳳凰     | 9     | 1    |
| 北天佑  | 8    | 8    | 北勝海     | 3    | 10   | 前乃臻   | 3    | 2    | 増位山   | 0     | 1    |
| 舛田山  | 3    | 5    | 益荒雄     | 1    | 1    | 三杉磯   | 5    | 3    | 水戸泉   | 3     | 0    |
| 若嶋津( | 3    | 17   | 若瀬川     | 2    | 1    | 若乃花   | 1    | 4    | 若の富士 | 3     | 0    |
| 輪島    | 0    | 1    |            |      |      |          |      |      |          |       |      |

## 四股名変遷
- 松村 宏司（まつむら こうじ）1972年5月場所-1978年3月場所
- 佐田の海 鴻嗣（さだのうみ こうじ）1978年5月場所-1988年7月場所

## 年寄変遷
- 二十山 宏司（はたちやま こうじ）1988年7月-1990年1月
- 中立 宏司（なかだち -）1990年1月-1990年9月
- 田子ノ浦 宏司（たごのうら -）1990年9月-1993年3月
- 田子ノ浦 鴻嗣（- こうじ）1993年3月-1999年8月